# Slowakischer Kriegs-Siegesorden

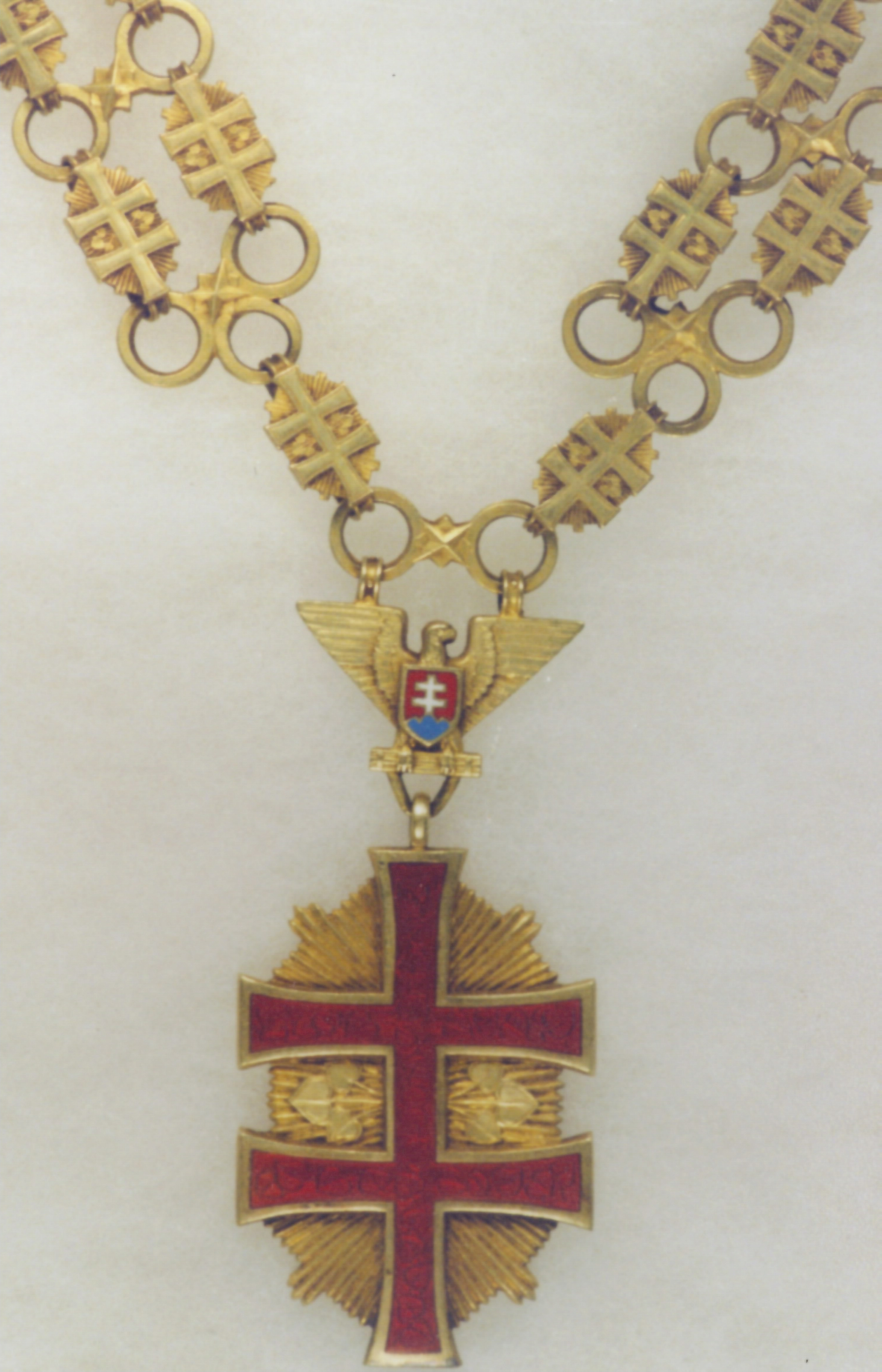
Collane des Ordens des Kriegs-Siegeskreuzes (2. Modell 1940–1945)

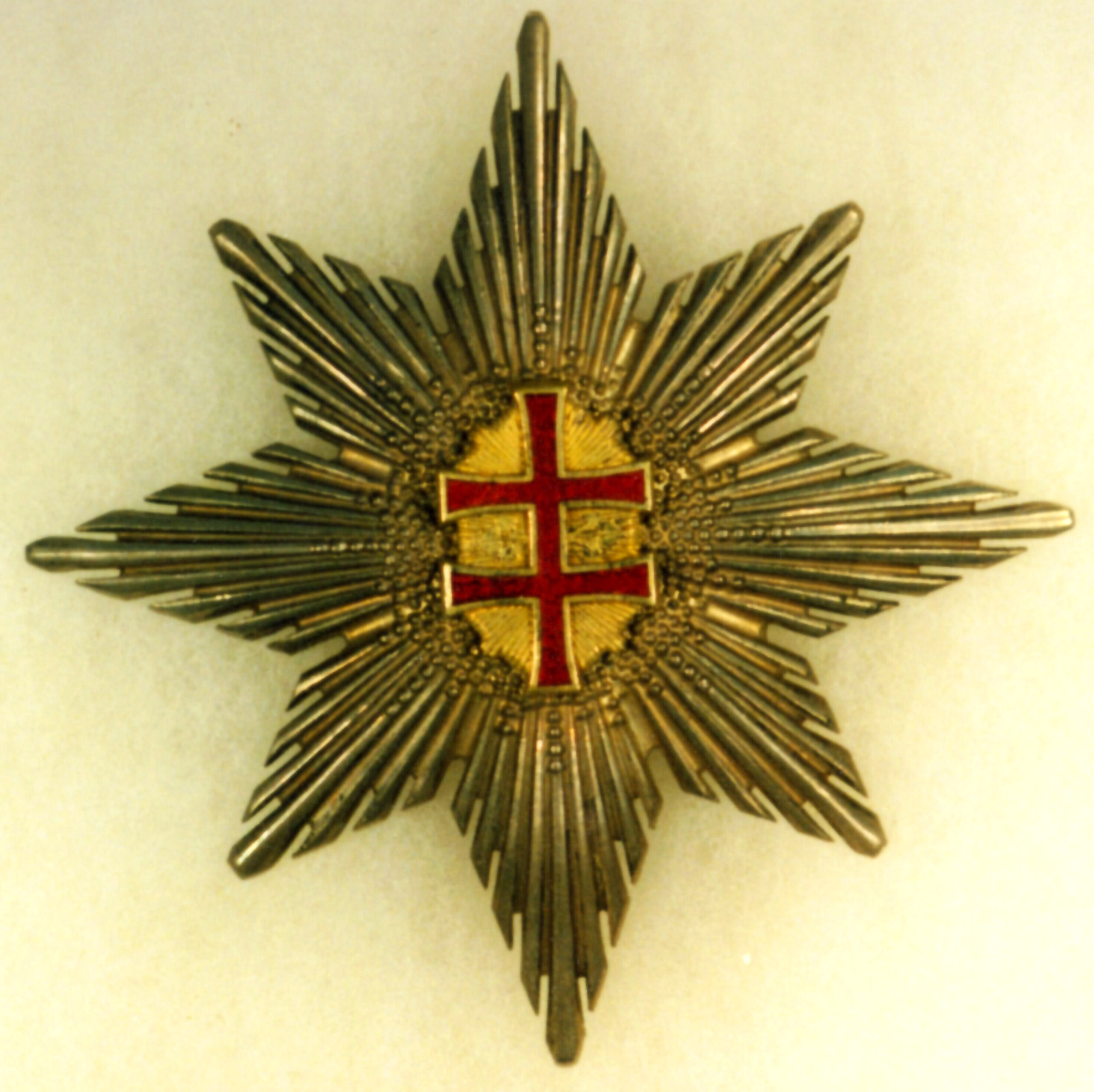
Bruststern zum Kriegs-Siegeskreuz

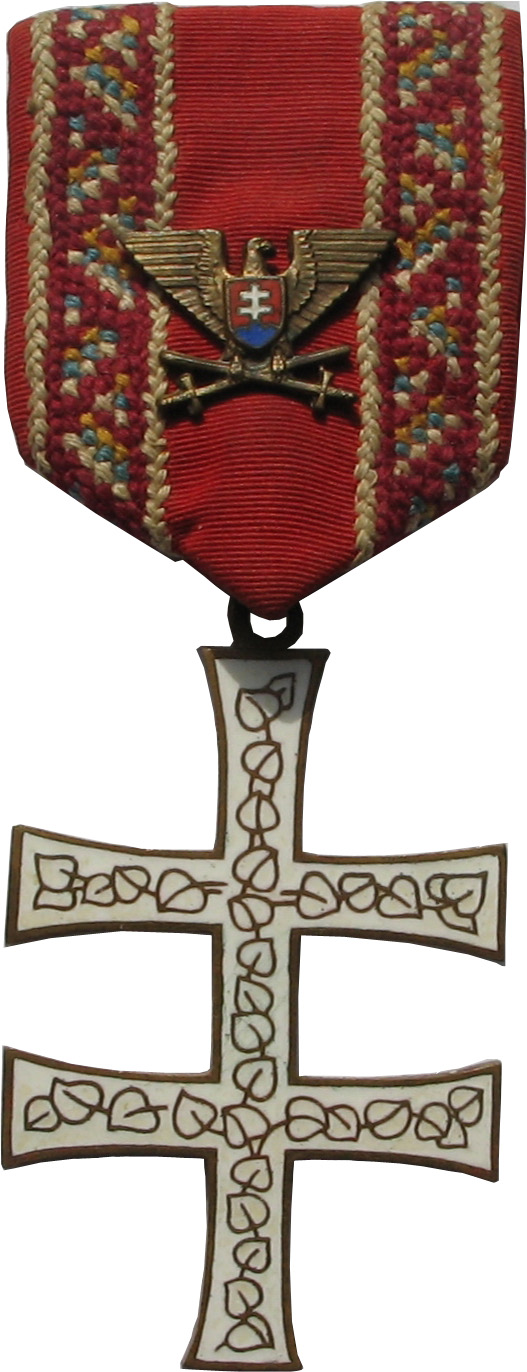
IV. Klasse des Slowakischen Kriegs-Siegesordens

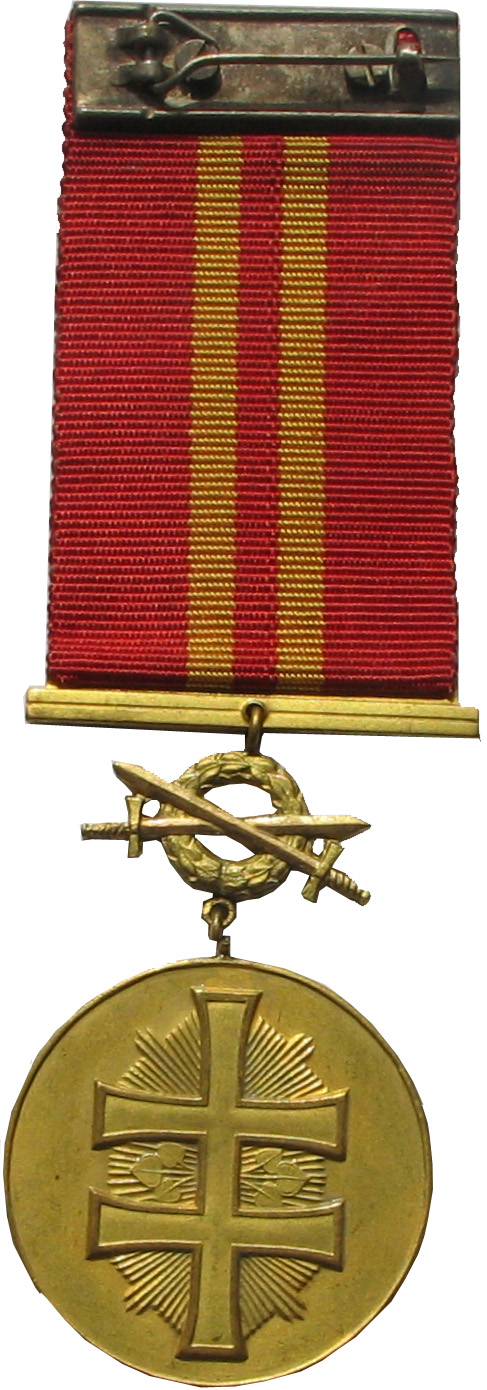
V. Klasse mit Schwertern

Der Orden des Kriegs-Siegeskreuzes war ein Militärverdienstorden der Ersten Slowakische Republik und wurde durch Regierungsverordnung Nr. 221/1939 vom 11. September 1939 durch Staatspräsident Jozef Tiso gestiftet und war eine Auszeichnung für Personen, welche im Kampfe persönliche Tapferkeit, Opferbereitschaft, Geistesgegenwart gezeigt oder mit der ihnen anvertrauten soldatischen Einheit eine Tat ausgeführt hatten, die zu einem günstigen Ergebnis der militärischen Operation beigetragen hat. Ferner wurde das Kreuz an Personen verliehen, die sich durch eine hervorragende Tat Verdienste um die slowakische Republik erworben hatten. Die Verleihung konnte an In- wie Ausländische Militärs erfolgen.

## Ordensklassen
Das Kriegs-Siegeskreuz besaß als oberste Stufe ein Großkreuz, gefolgt von vier Klassen mit Kreuzen und drei Klassen mit Medaillen als Ordenszeichen. Die Insignien des Ordens bestanden aus dem Ordenskreuz, dem Bruststern der I. und II. Klasse, dem Steckkreuz der III. Klasse, dem Kreuz der IV. Klasse und den Medaillen der V., VI. und VII. Klasse. Eine Person konnte auch mit allen Klassen des Kreuzes geehrt werden.

## Verleihungsberechtigung
Die Verleihungsberechtigung des Ordens oblag dem Präsidenten der slowakischen Republik selber, welcher mit einem Dekret die ausgezeichnete Person zum Tragen der Auszeichnung berechtigte. Dem Minister für nationale Verteidigung oblag hingegen die Bestimmungen zur Form der Auszeichnung sowie deren Tragevorschriften.

## Unberechtigtes Tragen der Auszeichnung
Unberechtigtes Tragen des Kreuzes stellte eine Übertretung dar, die, wenn es sich nicht um eine gerichtlich zu ahndende Tat handelte, mit Arrest geahndet werden konnte, der bis zu 14 Tage dauern konnte oder mit Geldstrafe bis 10.000 slowakischen Kronen. War die Geldstrafe uneinbringlich, konnte dem zu Bestrafenden ein Arrest von bis zu 28 Tagen aufgebürdet werden. Die Freiheitsstrafe zusammen mit der Erlassstrafe für die uneinbringliche Geldstrafe durfte aber 28 Tage nicht überschreiten.

## Ordensdekoration
Das Ordenskreuz ist ein Patriarchenkreuz, der auf einem silbernen ovalen Stern mit stilisierten Lindenblättern zwischen dem oberen und dem unteren Querbalken des Kreuzes liegt. Das glatte Patriarchenkreuz ist beim Großkreuz und der I. und II. Klasse rot emailliert. Zwischen Ordenszeichen und Tragering ist beim Großkreuz sowie der I. und II. Klasse der Staatsadler der Republik mit dem Staatswappen – Drei Hügeln mit Patriarchenkreuz – befestigt. Das Steckkreuz der III. Klasse ist blau emailliert und mit Ornamenten bedeckt. Die IV. Klasse hat ein braun emailliertes Kreuz ohne den ovalen silbernen Stern als Unterlage und trägt den Staatsadler auf dem Ordensband. Das Ordensband ist rot mit zwei weißen Streifen in der Mitte. Die runden Medaillen sind aus Bronze gefertigt, in der V. Klasse vergoldet und in der VI. Klasse versilbert. Sie zeigen im Avers das Ordenskreuz der drei höheren Klassen. Im Revers waagerecht die Inschrift ZA ZÁSLUHY (Für Verdienste). Über und unter der Schriftzeile je drei nach oben bzw. unten gerichtete Lindenblätter.
Der Orden konnte auch mit Schwertern am Ring verliehen werden.
Der silberne Bruststern der I. und II. Klasse ist achtstrahlig und hat das rot emaillierte Ordenskreuz mit seinem Unterstern in der Mitte. Die Collane besteht aus vier Ketten, die aus kleinen, durch Ringe miteinander verbundenen rotemaillierten Ordenskreuzen der höheren Klassen besteht.

## Verleihungszahlen
Insgesamt wurde der Orden mit seinen verschiedenen Klassen 3.769 Mal verliehen.
|             | Slowaken | Deutsche | Rumänien | Italiener | Kroaten | Japaner | Bulgaren | Finnen | Gesamt |  |
| Großkreuz   | -        | 1        | 1        | -         | 1       | -       | -        | -      | 3      |  |
| I. Klasse   | 3        | 34       | 10       | 2         | 2       | 1       | 1        | 1      | 54     |  |
| II. Klasse  | 5        | 61       | 22       | 1         | 3       | 1       | 4        | -      | 97     |  |
| III. Klasse | 81       | 164      | 45       | 2         | 6       | 1       | 11       | -      | 310    |  |
| IV. Klasse  | 161      | 64       | 21       | 1         | 5       | 1       | 4        | -      | 257    |  |
| V. Klasse   | 1.099    | 53       | 38       | -         | -       | -       | 2        | -      | 1.192  |  |
| VI. Klasse  | 1.508    | 44       | 4        | -         | -       | -       | 1        | -      | 1.557  |  |
| VII. Klasse | 282      | 16       | 1        | -         | -       | -       | -        | -      | 299    |  |
| Gesamt      | 3.139    | 437      | 142      | 6         | 17      | 4       | 23       | 1      | 3.769  |  |

Mit dem Verlust der Unabhängigkeit und der Angliederung an die Tschechoslowakei im Jahre 1948 wird der Orden nicht mehr verliehen.